# J Dilla
Джеймс Дьюітт Єнсі (англ. James Dewitt Yancey; 7 лютого 1974, Детройт, Мічиган, США — 10 лютого 2006, Лос-Анджелес, Каліфорнія, США), знаніший як J Dilla (Джей Ділла), або Jay Dee (Джей Ді), — американський бітмейкер, продюсер і репер. Був учасником гуртів Slum Village, Soulquarians та The Ummah. Співпрацював з такими виконавцями та групами, як A Tribe Called Quest, De La Soul, Madlib, Busta Rhymes, Еріка Баду, MF Doom, The Roots, The Pharcyde та Common. Його творчість вплинула на багатьох інших хіп-хоп виконавців, серед яких Каньє Вест, Pete Rock, Фаррелл Вільямс та Біг Шон. Агрегатор сайту Genius назвав Nujabes та J Dilla «хрещеними батьками Lo-Fi-хіп-хопу».
Кар'єра Єнсі розвивалася повільно, незважаючи на те, що він високо цінувався групами та реперами, яких він продюсував. Він вийшов із андеграунду хіп-хоп сцени Детройта в середині 1990-х. На початку 2000-х його сольна кар'єра почала покращуватись. У 2001 вийшов його дебютний сольний альбом Welcome 2 Detroit. Через 2 роки виходить його спільний альбом із Madlib — Champion Sound, який різко збільшує інтерес публіки до обох музикантів. Його кар'єра почала стрімко набирати обертів, але у 2006 році Єнсі помер від захворювання крові.
Багато музикантів, з якими він працював, і велика група послідовників висловили свою підтримку покійному музикантові. Після його смерті музика Єнсі відродилася і отримала набагато більше слухачів, ніж за його життя, частково завдяки ЗМІ. Багато музикантів випустили триб'ют-альбоми на його честь.
Усього за життя він випустив 2 альбоми та 1 EP у складі Slum Village, 1 альбом у складі дуету Jaylib і 3 сольних альбоми, включаючи Donuts, вийшов на його тридцять другий день народження, за три дні до смерті. Крім цього, він залишив по собі велику кількість матеріалу, якого вистачило на випуск кількох посмертних альбомів та EP.

## Біографія

### Дитинство і юність
Джеймс Єнсі народився 7 лютого 1974 року в Детройті, штат Мічиган. Він був другим за старшинством із чотирьох дітей після старшого брата Ерла. Також у нього була молодша сестра та молодший брат Джонні (репер/продюсер, знаний як Illa J). Сім'я жила в Детройті. Він успадкував великі музичні знання від своїх батьків: його мати, Морін Єнсі — колишня оперна співачка, а батько, Беверлі Єнсі, був джазовим басистом і грав на фортепіано. За словами його матері, він відчував гарну гармонію у віці двох місяців, на подив друзів музиканта і родичів, а також не засинав, поки йому не зіграють якусь джазову композицію. Він почав збирати вінілові платівки з альбомами різних виконавців у віці двох років.
Однак невдовзі батьки почали турбуватися про майбутнє свого сина. Вони наполягли, щоб він вирушив вчитися в аеро-технічну школу Девіса і після неї вступив до військово-повітряних сил США. Але й під час навчання любов до музики не покидала його. Щомісяця він, під псевдонімом DJ Silk, працював як діджей на шкільних вечірках. Через три роки він вирішив кинути навчання, частково через нелюбов до військової форми, і перейти до школи Першінга.
Поряд із широким діапазоном музичних жанрів, Єнсі розвивав пристрасть до хіп-хоп музики. 1985 року, почувши трек «Big Mouth» групи Whodini, він вирішує сам зайнятися створенням хіп-хоп музики. Разом із приятелем Чаком, для якого він створював біти, вони починають записуватися на студії Metroplex Studios. Протягом цих підліткових років він жив один у кімнаті з колекцією платівок, що постійно зростає, удосконалюючи свої навички. Пізніше, через кілька років, при зустрічі з Pete Rock, він сказав: «я намагався бути Вами».

### Рання кар'єра
У 1992 році він зустрівся з музикантом Amp Fiddler, який був вражений тим, чого Jay Dee зміг досягти з таким обмеженим набором інструментів. Amp Fiddler дозволив йому використовувати свій MPC, який Jay Dee освоїв дуже швидко, навіть без використання інструкції. Батьки ж Ділли, навпаки, не підтримували починання сина. Його батько погрожував викинути всі інструменти сина.
У 1995 році Jay Dee та MC Phat Kat об'єдналися в групу 1st Down і стали першою детройтською хіп-хоп групою, яка підписала контракт із мейджор-лейблом (Payday Records). Однак угода була закінчена після одного синглу через закриття лейбла. У тому ж році він записав альбом The Album That Time Forgot разом з 5 Elementz (група, що складалася з Proof, Thyme та Mudd).
В 1996 він зібрав реп-групу під назвою Slum Village з однокласниками T3 (Р. Л. Олтман третій) і Baatin (Тайтус Главер). У тому ж році було записано їх дебютний альбом, Fan-Tas-Tic (Vol. 1), який, однак, офіційно вийшов тільки 2005 року.
До середини 1990-х Jay Dee був знаний як один з перспективних хіп-хоп виконавців, з низкою синглів та реміксів для Джанет Джексон, The Pharcyde, De La Soul, Busta Rhymes, A Tribe Called Quest, сольного альбому Q-Tip та інших. У більшості цих композицій не згадувалося його ім'я, на увазі були тільки The Ummah. У складі цієї групи він зміг попрацювати зі знаменитостями R&B та хіп-хопу, створюючи мінусівки та ремікси для Джанет Джексон, Busta Rhymes, Brand New Heavies, Something For the People, трип-хоп групи Crustation  та багатьох інших. 1995 року виходить альбом групи The Pharcyde Labcabincalifornia, більшість з пісень на якому спродюсовані Jay Dee. 1997 року Джанет Джексон здобула премію «Греммі» за пісню «Got'til It's Gone» з альбому The Velvet Rope, співпродюсером якої, як він запевняв, був Jay Dee. Однак його ім'я не було згадано в нотатках на обкладинці альбому. Пізніше він випустив іншу версію цього треку під назвою «Got 'Til It's Gone (Ummah Jay Dee's Revenge Mix)».

### Розквіт кар'єри

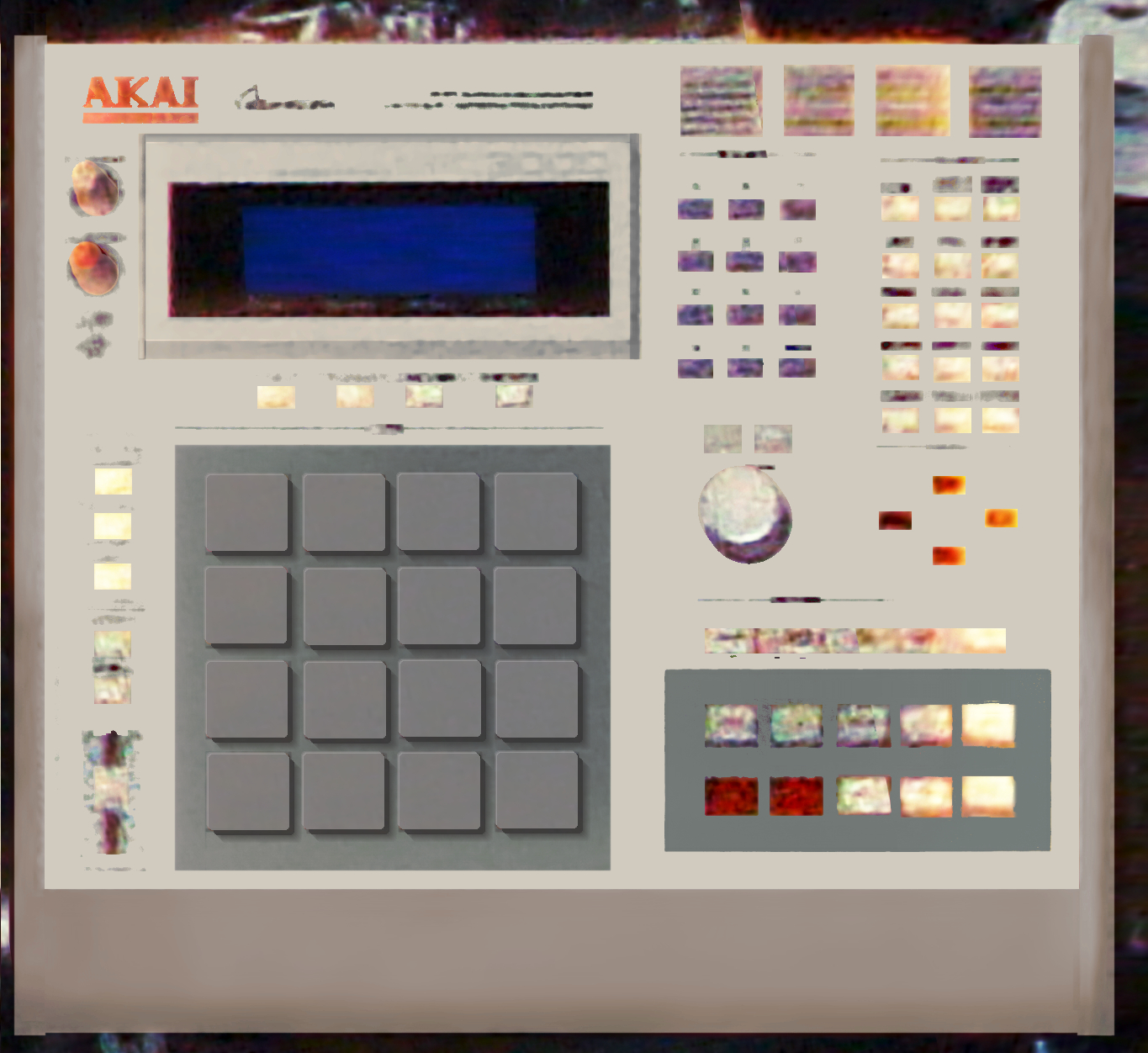
Akai MPC3000 — улюблений інструмент музиканта

2000 року офіційно вийшов дебютний альбом Fantastic, Vol. 2 у складі групи Slum Village, в якому він виступив як продюсер і репер. Незважаючи на те, що через бутлегерство продаж був низьким, це не завадило альбому здобути популярність в андерграунд середовищі. Самого Діллу, однак, це не бентежило. «Говорять, ми стали мультиплатиновими на вулицях... бутлегерство було настільки сильним, що до того моменту, коли ми випустили альбом, він уже у всіх був», — розповів він в інтерв'ю Gilles Peterson Worldwide на радіо BBC в 2001.
Jay Dee був також членом-засновником бітмейкерського колективу Soulquarians (поряд з Questlove з групи The Roots, D'Angelo та Джеймсом Пойзером), завдяки чому заробив собі ще більше визнання. Згодом він працював з Ерікою Баду, Талібом Квелі та Common (з його альбомом-проривом Like Water for Chocolate, у записі якого він взяв велику участь).
У 2001 році Jay Dee змінює псевдонім на J Dilla (щоб його не плутали з Jermaine Dupri, який використовував схожий псевдонім JD). У тому ж році він залишає Slum Village щоб почати сольну кар'єру, а також не бажаючи побачити розвал гурту, який він уже бачив у A Tribe Called Quest та The Pharcyde.
Як сольний виконавець він дебютував у 2001 році із синглом «Fuck the Police». Він був написаний після постійних проблем з поліцією, які затримували його через зовнішній вигляд - J Dilla одягався в наймодніші речі і мав вдома гардероб, заповнений доверху речами, через що поліція вважала його наркодилером. У тому ж році на незалежному англійському лейблі BBE вийшов його дебютний сольний альбом Welcome 2 Detroit.
У 2002 році J Dilla підписав контракт з MCA Records на випуск двох альбомів. Першим альбомом став 48 Hours групи Frank n Dank - єдиний альбом, створений Діллою без використання семплів. Однак він ніколи не був виданий і дійшов до публіки тільки як бутлег. Коли J Dilla та Frank'N'Dank закінчили роботу над альбомом, MCA Records попросили зробити альбом більш схожим на комерційно успішні альбоми. Музиканти перезаписали більшість треків, але ні перша, ні друга версія альбому так і не дійшла до публіки. J Dilla залишився розчарований тим, що його музика не змогла дістатися шанувальників.
Другим альбомом став сольний запис Ділли. Незважаючи на те, що J Dilla був знаний як продюсер, його реперські можливості часто ставилися під сумнів. Журнал Spin, зокрема, в 2000 році назвав Діллу «можливо, найгіршим продюсером, який читає реп, з часів Warren G». J Dilla вирішив довести всім, що він не тільки продюсер, а й репер, тому на цьому альбомі він вирішив лише читати текст, а для написання музики запросив своїх улюблених продюсерів, таких як Madlib, Pete Rock, Hi-Tek, Supa Dave West, Каньє Вест, Nottz, Waajeed та Quebo Kuntry. Однак через невідповідність очікуванням лейбла, а також внаслідок низки внутрішніх змін у лейблі та його об'єднання з Geffen Records, випуск альбому було відкладено, і в результаті він не виходив за життя музиканта. 2016 року PayJay (лейбл, керований родичами Ділли) та лейбл Nas Mass Appeal випустили цей альбом під назвою The Diary.
Розчарувавшись, Ділла вирішив зосередитись на створенні музики. 2003 року (за чутками, за один тиждень) він записав мініальбом Ruff Draft, випустивши невелику партію вінілових платівок на свої гроші на власному лейблі Mummy Records. Альбом поширювався через невеликий, на той момент, німецький лейбл Groove Attack, який пізніше став одним з найбільших у Європі. Хоча альбом був маловідомий, він ознаменував зміну в його звучанні та світогляді, і з цього моменту всі альбоми він почав випускати на незалежних лейблах звукозапису.

### Champion Sound
З 1996 року навколо Джей Ділли сформувалося співтовариство фанатів, яке розповсюджувало його демозаписи. J Rocc, бітмейкер та учасник колективу Beat Junkies, надав наявний у нього запис продюсеру та реперу Madlib, який використовував кілька треків із цього запису при створенні своїх треків.
У 2002 році засновник лейблу Stones Throw Peanut Butter Wolf працював над мікстейпом-компіляцією, яку він збирався використовувати у своїх діджейських сетах. Він вирішив додати до неї один із треків Медліба з інструменталами Ділли, «The Message», написавши замість імені артиста Jaylib (словозлиття імен музикантів Jay Dee та Mad lib). При цьому самого Діллу про це не попередили. Усього було надруковано кілька сотень копій мікстейпу (пізніше виданого під назвою Stones Throw Summer 2002). J Dilla дізнався про це і зателефонував Peanut Butter Wolf'у з претензіями.
Робота над альбомом велася віддалено, музиканти відправляли один одному компакт-диски з матеріалом. Альбом вийшов 2003 року під назвою Champion Sound, з використанням старої назви з компіляції, Jaylib, як назви дуету. Champion Sound був добре прийнятий критиками, проте його затьмарив інший альбом Madlib, що вийшов у той же час — Madvillainy, спільна робота з MF Doom (у складі дуету Madvillain), що стала пізніше одним з найпродаваніших альбомів лейблу. Незважаючи на невисокі продажі, альбом дозволив Діллі повернутися до старого, близького до андерграунду звучання, і дав можливість працювати так, як він вважав за потрібне — те, чого він не міг собі дозволити під час роботи з MCA Records.
Навесні 2004 року J Dilla брав участь спільно з Madvillain у турі на честь випуску Madvillainy, виступивши в Лос-Анджелесі, Сан-Франциско, Нью-Йорку і Торонто.

### Проблеми зі здоров'ям,Donutsта смерть
Починаючи з січня 2002 року, після поїздки до Європи J Dilla став помічати проблеми зі здоров'ям. Після обстеження у шпиталі лікарі поставили діагноз тромботична тромбоцитопенічна пурпура. Пізніше стане відомо, що ця хвороба дала ускладнення, серед яких ниркова недостатність, підвищений рівень цукру в крові, проблеми з імунною системою, різні серцеві захворювання та вовчак. Він залишив госпіталь за півтора місяці, але незабаром повернувся. Наступні чотири роки він провів між будинком та госпіталем.
У 2004 році, на запрошення Common, а також щоб перебувати ближче до друзів з лейбла Stones Throw (зокрема, Madlib), J Dilla переїхав з Детройта до Лос-Анджелеса, де вони жили з Common в одному будинку та спільно працювали над проєктами. Common вважав, що «сонце, тепло та красиві дівчата» допоможуть Діллі. Однак він почав почуватися ще гірше, ніж раніше. Він звернувся до фахівця, який сказав, що йому необхідно приймати різні препарати, інакше він помре. У листопаді 2004 Ділла просить свою матір переїхати до Лос-Анджелеса для допомоги йому.
Після приїзду матері, Ділла вирушив до шпиталю, де перебував до березня 2005 року. Він завжди знаходився під її наглядом. Його захворювання призвело до ниркової недостатності, через що йому доводилося проходити гемодіаліз тричі на тиждень. Тривале лежання викликало набряк ніг, через що він міг пересуватися тільки в інвалідному візку або з палицею. Іноді йому доводилося знову вчитися ковтати. Він також втратив 50% своєї ваги. 2005 року, за кілька тижнів до його 31-го дня народження, лікарі виявили у нього вовчак.
Навіть перебуваючи в лікарні, незважаючи на біль та дискомфорт, він продовжував працювати. Для цього йому в палату принесли семплер Roland SP-303 та програвач вінілових платівок.
J Dilla нікому не розповідав про своє здоров'я, але після чуток про те, що він перебуває в комі, у червні 2005 року він вирішив дати інтерв'ю журналу XXL, у якому спростував ці чутки. Тільки його мати та лікар знали про те, наскільки поганий його стан. Проте серйозність його стану стала надбанням громадськості у листопаді 2005 року, коли під час туру Європою він виступав в інвалідному візку.
В останній рік свого життя, J Dilla став віруючим. Разом з матір'ю вони вивчали Книгу Йова, яка розповідає про страждання невинних.
Його лікар заявив, що J Dilla упокорився зі своєю хворобою і відмовився від проходження подальшого лікування. «Я не хочу ставати професійним пацієнтом», — сказав він.
7 лютого 2006 року, свій тридцять другий день народження, він провів у своєму будинку у Лос-Анджелесі. У цей же день вийшов його останній прижиттєвий альбом, Donuts, записаний у госпіталі, і пізніше став найвідомішим альбомом Ділли. Через три дні, 10 лютого 2006 року, J Dilla помер. За словами матері, причиною смерті була зупинка серця. Він був похований 14 лютого на цвинтарі Форест-Лон. Серед гостей на похороні були Pete Rock, Busta Rhymes, The Roots, Common, Еріка Баду, Amp Fiddler і Xzibit.

## Посмертні альбоми
На момент смерті J Dilla мав кілька незакінчених проєктів, запланованих на випуск у майбутньому. За словами T3, одного з учасників гурту Slum Village, J Dilla мав близько 150 невиданих бітів, достатніх для створення 30 треків. Усього, за чутками, після смерті Ділли у нього залишилося 4000 незакінчених інструменталів .
The Shining був готовий на 75%. Згодом альбом був дороблений вже після смерті Ділли. Альбом вийшов 22 серпня 2006 на лейблі BBE.
Ruff Draft, спочатку вийшов у лютому 2003 року у вигляді EP, був перевиданий у вигляді CD/LP у березні 2007 року.
Champion Sound, спільний альбом Ділли та Madlib, був перевиданий у червні 2007 року на лейблі Stones Throw Records у вигляді дводискового Deluxe-видання з інструменталами та додатковими треками.
Dillagence, мікстейп, що складається з невиданих раніше треків за участю Busta Rhymes і спродюсований J Dilla, вийшов у листопаді 2007 року. Busta був одним із найзатятіших прихильників Ділли. У своєму інтерв'ю на радіо Hot 97 він зізнався, що J Dilla допомагав йому з продакшном на кожному альбомі. Компіляцію виклали для вільного скачування на сайті MickBoogie.com.
Pay Jay, невиданий альбом, записаний Діллою на лейблі MCA Records, неофіційно вийшов у вигляді бутлега в 2008 році. Задуманий як демонстрація навичок Ділли біля мікрофона, він містить як продакшн від самого Ділли, так і від Каньє Веста, Waajeed, Bink!, Supa Dave West, Nottz, Questlove, Карріма Ріггінса і Pete Rock.
У 2009 році вийшов Jay Stay Paid — альбом, спродюсований матір'ю Ділли та Pete Rock. Він містить як ранні треки, так і пізніші роботи, записані під час його перебування в госпіталі. Незважаючи на те, що альбом здебільшого інструментальний, на ньому також представлені треки у виконанні Black Thought з The Roots, Blu, Havoc з Mobb Deep, Illa J, Lil Fame з M.O.P., MF Doom та Raekwon.
30 жовтня 2015 року вийшов альбом Dillatronic, що складається з сорока одного інструментального треку, які взято з невиданих раніше матеріалів Ділли. Він був складений матір'ю Ділли спільно з лейблом Vintage Vibez Music Group і вийшов на цьому ж лейблі на компакт-дисках, а також у вигляді комплекту з трьох LP. Альбом сильно відрізняється своїм електронним звучанням від інших альбомів музиканта.
У лютому 2016 року лейбл під керуванням родичів Ділли PayJay та лейбл Nas Mass Appeal Records повідомили про те, що вони готують до випуску невиданий альбом The Diary. Запланований до релізу на лейблі MCA в 2002 році, альбом був відкладений і в результаті так і не вийшов. Але після майже 15 років дозволу всіх формальностей, отримання дозволів на використання семплів та відновлення всіх файлів проєкту альбом вдалося підготувати до релізу. У записі альбому також взяли участь Snoop Dogg, Bilal, KoKane, Frank n Dank, Nottz та Boogie. Продюсерами  стали: J Dilla, Madlib, Pete Rock, Hi-Tek, Nottz, House Shoes, Supa Dave West, Bink! та Каррім Ріггінс. Альбом був анонсований Насом в ефірі радіо Beats 1, де він також представив один з треків альбому, «The Introduction». Реліз альбому відбувся 15 квітня 2016 року.
У листопаді 2020 року мати J Dilla Ma Dukes оголосила, що 5 лютого 2021 року вийде перевидання дебютного альбому продюсера Welcome 2 Detroit. Реліз платівки заплановано на честь 20-річчя від моменту виходу оригінальної версії. Згідно з інформацією лейблу BBE Music, у перевидання альбому увійдуть нові версії треків, ремікси, а також книга про його створення.
20-та ювілейна версія Welcome 2 Detroit вийшла в лютому 2021 року.

## Спадщина
Смерть Джей Ділли дуже вплинула на хіп-хоп співтовариство. Крім численних триб'ютів та концертів, смерть Ділли породила великий інтерес до його творчості.
У травні 2006 року мати Ділли оголосила про створення The J Dilla Foundation, створеним для допомоги хворим на вовчак.
У лютому 2007 року, через рік після його смерті, PLUG Awards присудили Діллі нагороду Продюсер року та Артист року.
У травні 2012 року мати Ділли заявила про створення лейбла Ruff Draft Records, названого на честь однойменного альбому музиканта. Окрім випуску невиданого матеріалу Ділли, він займеться випуском альбомів молодих виконавців. «Ми хочемо полегшити роботу із цими дітьми; ми не знаємо, скільки там ще Джей Ділл. Хтось повинен їх знайти», — сказала Місіс Єнсі.
Влітку 2012 одна з вулиць у французькому місті Монпельє була названа на честь Джей Ділли.
На згадку про альбом Donuts і племінника, в 2013 році дядько Джей Ділли, Херман Хейз, вирішив відкрити магазин з продажу пончиків. «Я хочу вшанувати пам'ять племінника правильно, і це - хороший спосіб», - заявив він. У магазині продаватимуть близько 20 різних видів пончиків, названих на честь Ділли, його треків і місць, де він жив.
У липні 2014 року його мати подарувала Національному музею афроамериканської історії та культури кілька інструментів сина, серед яких зроблений на замовлення синтезатор Minimoog Voyager та семплер Akai MPC 3000 Limited Edition. Представники музею заявили, що інструменти Ділли стоятимуть в одному ряду з предметами Джорджа Клінтона, Луї Армстронга та Елли Фіцджеральд. Сама мати музиканта стверджує, що відразу кілька музеїв хотіли отримати ці інструменти у свої колекції, але було обрано саме цей музей і інструменти були передані лише через п'ять років очікування.
У лютому 2016 року офіційний постачальник шкарпеток NBA компанія Stance випустила обмеженим тиражем у 1000 пар шкарпетки, присвячені Діллі. Вони були виконані в темно-синіх та помаранчевих тонах, з намальованим пончиком та написом «Dilla». Усі кошти, отримані від продажу, пішли на допомогу сім'ї музиканта.

### Сім'я та їх труднощі
Незважаючи на всі почесті, між матір'ю Ділли та розпорядником його капіталу Артуром Ерком були зафіксовані конфлікти щодо майбутніх релізів J Dilla. В інтерв'ю LA Weekly Ерк розповів, наскільки важко «захистити його спадщину» через бутлегерство та неофіційні мікстейпи. Він підкреслив, наскільки важливо зібрати весь можливий дохід, пов'язаний з ім'ям Ділли, оскільки він мав багато грошей через велику кількість медичних рахунків наприкінці його життя.
Через кілька тижнів після цього інтерв'ю, мати Ділли висловила свою думку. На додаток до заяви про те, що Ерк не спілкується з сім'єю Ділли, вона заявила, що він заборонив будь-кому використання імені або образу її сина.
Ділла залишив після себе двох дочок. Він планував сплатити рахунки та підтримувати сім'ю випускаючи нові альбоми. Однак через борг Ділли уряду сім'я не отримує доходу від його проєктів. Діти Ділли підтримуються соціальним забезпеченням, яке отримують їхні матері. Мати самого музиканта так само живе в гетто Детройта і працює в дитячому садку. Через кілька років після смерті сина, у неї діагностували вовчак - ту ж хворобу, через яку помер її син. Незважаючи на це, в інтерв'ю The Fader вона зізналася, що почувається чудово.

### Вплив на хіп-хоп культуру
Творчість Ділли сильно вплинула на хіп-хоп, а сам він вважається багатьма виконавцями та музичними критиками одним з найкращих продюсерів в історії хіп-хопу, які вплинули крім хіп-хопу на інші жанри, серед яких R&B, неосоул і електроніка. Pitchfork називає його «безмежною енциклопедією музичних знань, здатною маніпулювати структурами, семпла і драм-машинами, створюючи одні з найдивовижніших творів його ери і взагалі будь-якої ери» .
Співаки Фаррелл Вільямс і Джастін Тімберлейк, репери Common, MF Doom, Dr. Dre, Big Sean, Bishop Nehru, Емінем та гурт D12, продюсер і діджей Flying Lotus , музикант у жанрі експериментальний поп Panda Bear, продюсер і діджей Hudson Mohawke, французький бітмейкер Onra, британський рок-гурт The Horrors, інді-рок-групи Golden Silvers та Mystery Jets, діджей Joy Orbison та електронний дует Disclosure також серед виконавців, на яких вплинув J Dilla.

## Дискографія
| Студійні альблми - 2001: Welcome 2 Detroit - 2003: Champion Sound (разом Madlib як Jaylib) - 2006: Donuts Посмертні студійні альбоми - 2006: The Shining - 2007: Jay Love Japan - 2009: Jay Stay Paid - 2016: The Diary Мініальбоми - 2002: Vol. 1: Unreleased - 2003: Vol. 2: Vintage - 2003: Ruff Draft Компіляції - 2007: Jay Deelicious: The Delicious Vinyl Years - 2009: Dillanthology 1: Dilla's Productions for Various Artists - 2009: Dillanthology 2: Dilla's Remixes for Various Artists - 2009: Dillanthology 3: Dilla's Productions - 2013: Lost Tapes, Reels + More - 2015: Jay Dee a.k.a. J Dilla 'The King of Beats' (Box Set) - 2015: Dillatronic - 2016: Jay Dee a.k.a. J Dilla 'The King of Beats', Vol. 2: Lost Scrolls - 2016: Jay Dee's Ma Dukes Collection - 2017: J Dilla's Delights, Vol. 1 - 2017: J Dilla's Delights, Vol. 2 | Інші посмертні релізи - 2006: Donuts EP: J. Rocc's Picks (EP) - 2007: Ruff Draft - 2008: Sniperlite (разом з MF DOOM та Ghostface Killah як Dilla Ghost Doom) - 2010: Donut Shop (EP) - 2012: Dillatroit (EP) - 2012: Rebirth of Detroit - 2013: The Lost Scrolls, Vol. 1 (EP) - 2013: Diamonds & Ice (EP) - 2014: Give Them What They Want (EP) - 2016: Back to the Crib (Mixtape) - 2017: Motor City |